# Matthias Hagner
Matthias Hagner (Gießen, 15 agosto 1974) è un allenatore di calcio ed ex calciatore tedesco, di ruolo centrocampista.

## Palmarès

### Club

#### Competizioni nazionali
- DFB-Pokal: 1

Stoccarda: 1996-1997
- Fußball-Regionalliga: 1

FSV Francoforte: 2007-2008 (girone sud)